# Kis-Csani-tó
A Kis-Csani-tó (oroszul Малые Чаны [Malije Csani]) sekély lefolyástalan sóstó Oroszország ázsiai részén, a Novoszibirszki terület Kupinói- és Zdvinszki járásában.

## Fekvése
A Felső-Ob és az Irtis közötti lefolyástalan medence egyik kisebb állóvize. Nyugat-Szibériában, a Baraba-alföld és a Kulunda-síkság (Kulunda-sztyepp) érintkezésénél helyezkedik el. A Csani-tótól (Nagy-Csani-tó) délkeletre terül el, melyhez keskeny csatornával kapcsolódik. Csak egyetlen jelentősebb folyó táplálja, a Csulim.

## Jellemzői
Területe 200 km², vízgyűjtő területe 20 100 km². Vízfelületének tengerszint feletti magassága 106 m. Közepes mélysége 1,4 m, legnagyobb hossza 21,5 km, szélessége 12 km.
Novembertől áprilisig vagy május elejéig jég borítja. A tavaszi magasvíz után szinte egész évben alacsony vízállás jellemzi. Vize nyáron legfeljebb 24 °С-ra melegszik fel.
A Baraba-alföld déli részén, a tóparttól délre Majszkoje utro ('májusi reggel') néven 1996-ban természetvédelmi terület létesült (21 800 ha).